# Chungkai, le camp des survivants
Pour plus de détails, voir Fiche technique et Distribution.
Chungkai, le camp des survivants (To End All Wars) est un film réalisé par David L. Cunningham en 2001.
Ce film est tiré des mémoires du capitaine Ernest Gordon.

## Synopsis
Basé sur les mémoires du pasteur Ernest Gordon (1916 – 2002), emprisonné trois ans dans un camp de travail par l'armée impériale japonaise, ce film raconte la vie des soldats alliés prisonniers pendant la Seconde Guerre mondiale en Thaïlande, en insistant sur le sort des hommes du régiment des Highlanders d'Argyll et de Sutherland. 
Ces derniers notamment sont contraints au travail forcé pour la construction d'un tronçon de la ligne Siam-Birmanie à travers la jungle birmane. Leur chef ayant été abattu après s'être rebellé et avoir insulté le commandant du camp, certains prisonniers se réfugient dans l'espoir d'une évasion et d'une vengeance, alors que d'autres trouvent un exutoire dans la culture ou le christianisme. 
Le camp reste actif jusqu'à la libération des captifs par les forces alliées le 15 aout 1945, à la suite de la défaite de l'empire du Japon.

## Fiche technique
- Scénario : Brian Godawa d'après le livre d'Ernest Gordon
- Production : David L. Cunningham, Penelope L. Foster, Enock N. Freire, Jack Hafer, Nava Levin, Edwin L. Marshall, Greg Newman, John Quested, Scott Walchek pour Argyll Film Partners, Gummshoe Productions, Integrity Partners, Pray For Rain Pictures Inc.
- Musique : Maire Brennan, John Cameron, Ken Tamplin ; réutilisation de Jean-Sébastien Bach ("Jésus, que ma joie demeure"), Edward Elgar (Pomp and Circumstance), Piotr Ilitch Tchaïkovski (Le Lac des cygnes : Valse)
- Photographie : Greg Gardiner
- Pays : États-Unis, Thaïlande et Royaume-Uni
- Langue: anglais et japonais
- Couleur : noir et blanc (images d'archive) et couleur
- Son : stéréo
- Interdit aux moins de 16 ans

## Distribution
- Robert Carlyle  (VF : Éric Herson-Macarel)  : le major Campbell
- Kiefer Sutherland  (VF : Marc Saez)  : le lieutenant Jim Reardon
- Ciarán McMenamin : Ernest Gordon
- Mark Strong  (VF : Constantin Pappas)  : Dusty
- Sakae Kimura : Ito
- Masayuki Yui : Noguchi
- James Cosmo  (VF : Philippe Catoire)  : McLean
- John Gregg  (VF : Paul Borne)  : le docteur Coates
- Shu Nakajima : Nagatomo
- Yugo Saso : Takashi Nagase
- Pip Torrens  (VF : Patrick Borg)  : Foxworth
- Adam Sinclair : Jocko
- Winton Nicholson : Duncan
- Greg Ellis : Primrose
- James McCarthy : Norman
- Brendan Cowell : Wallace Hamilton

## Récompenses
- Nommé au Hawaii International Film Festival en 2001 en tant que Best Feature Film pour David L. Cunningham.
- Nommé par la Political Film Society en 2003 pour deux PFS Award : celui des droits de l'homme, et celui de la paix.
- Primé au Heartland Film Festival en 2002 du Crystal Heart Award pour Jack Hafer et du Grand Prize for Dramatic Feature pour David L. Cunningham.

## Critiques
- Au début du film, un prisonnier déclare « je ne suis pas kamikaze ». Anachronisme, puisque la scène se situe en 1942, alors que les attaques kamikazes ne sont apparues qu'en 1944.